# Relapse (Ministry)
Relapse è il dodicesimo album in studio del gruppo industrial metal statunitense Ministry, pubblicato nel 2012.

## Tracce
1. Ghouldiggers – 7:41
2. Double Tap – 4:06
3. FreeFall – 4:36
4. Kleptocracy – 3:54
5. United Forces (Stormtroopers of Death cover) – 4:53
6. 99 Percenters – 3:53
7. Relapse – 5:49
8. Weekend Warrior – 5:43
9. Git Up Get Out 'n Vote – 3:59
10. Bloodlust – 5:37
11. Relapse (Defibrillator Mix) – 7:06 – solo in edizione limitata

## Formazione
- Al Jourgensen – voce, chitarre, tastiere
- Mike Scaccia – chitarre
- Tommy Victor – chitarre
- Tony Campos – basso
- Casey Orr – basso, tastiere
- Samuel D'Ambruoso – programmazioni, voce (8)
- Sin Quirin – chitarra (2)
- Aaron Rossi – batteria
- Angelina Jourgensen – voce
- Hector Munoz – voce
- Marty Lopez – voce